# Jorge Leonardo Gómez Serna
Jorge Leonardo Gómez Serna OP (* 7. November 1942 in Marinilla) ist emeritierter Bischof von Magangué.

## Leben
Jorge Leonardo Gómez Serna trat der Ordensgemeinschaft der Dominikaner. Papst Paul VI. weihte ihn am 22. August 1968 zum Priester.
Am 9. Oktober 1980 ernannte ihn Papst Johannes Paul II. zum Prälaten von Bertrania en el Catatumbo. Die Bischofsweihe spendete ihm der Apostolische Nuntius in Kolumbien, Angelo Acerbi, am 9. Juli 1985; Mitkonsekratoren waren Mario Revollo Bravo, Erzbischof von Bogotá, und Pedro Rubiano Sáenz, Erzbischof von Cali.
Am 6. März 1986 wurde er zum Bischof von Socorro y San Gil ernannt. Am 3. November 2001 wurde er zum Bischof von Magangué ernannt.
Papst Benedikt XVI. nahm am 30. Juli 2012 seinen vorzeitigen Rücktritt an.